# Astrabe
Genre
Astrabe est un genre de poissons regroupant 3 des nombreuses espèces de gobies.

## Liste d'espèces
Selon World Register of Marine Species (17 déc. 2015) et ITIS (17 déc. 2015) :
- Astrabe fasciata Akihito & Meguro, 1988
- Astrabe flavimaculata Akihito & Meguro, 1988
- Astrabe lactisella Jordan & Snyder, 1901